# Gil Alberto Enriquez
Gil Alberto Enriquez Gallo (ur. 24 lipca 1894, zm. 13 lipca 1962) – ekwadorski generał i polityk, minister obrony w latach 1935–1937, po dokonaniu przez siebie zamachu stanu objął władzę w kraju jako szef junty wojskowej i prezydent (rządził od 1937 do 1938).